# Hans H. Scheld

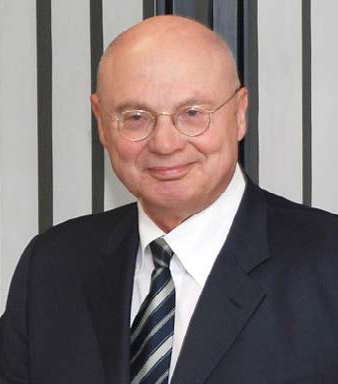
Hans H. Scheld (2020)

Hans H. Scheld (* 9. August 1946 in Ehringshausen/Lahn-Dill-Kreis) ist ein deutscher Herzchirurg, Forscher, Hochschullehrer und ehemaliger Direktor der Klinik und Poliklinik für Thorax-, Herz- und Gefässchirurgie am Universitätsklinikum Münster.

## Werdegang
Scheld ist verheiratet und Vater von zwei Kindern. Er erlangte sein Abitur 1966 am Gymnasium Dillenburg und studierte im Anschluss Medizin an der Justus-Liebig-Universität in Gießen.
1973 legte er in Gießen das Staatsexamen ab und promovierte gleichzeitig zum Dr. med. Die Approbation wurde  1974 von der Landesärztekammer Hessen erteilt. Seine allgemein-chirurgische Ausbildung erhielt Scheld bei Karl Vossschulte und Konrad Schwemmle in Gießen und wurde 1980 als Facharzt für Chirurgie anerkannt. In der Herz- und Gefäßchirurgie mit einer speziellen Berücksichtigung der Früh- und Neugeboren als auch der Kleinkinder bei Fritz Hehrlein schloss Scheld seine Lehrjahre ab, wurde dort 1984 Oberarzt und habilitierte sich im gleichen Jahr mit einer Arbeit zum Thema über die Myokardprotektion.
Es folgten herzchirurgische Stationen an  Herzzentren weltweit. Seinen Forschungsschwerpunkt, die Transplantation von Herz und Lunge, etablierte er 1987 in Gießen, und 1988 gelang ihm europaweit die erste erfolgreiche Säuglings-Herztransplantation.
1989 wurde Scheld zum Universitätsprofessor(C3) auf Lebenszeit der Justus-Liebig-Universität Gießen ernannt. Ein Jahr später folgte er dem Ruf auf den Lehrstuhl nach Münster und wurde zum Direktor der dortigen Klinik und Poliklinik für Thorax-, Herz- und Gefässchirurgie der Westfälischen Wilhelms-Universität ernannt. Bis zu seiner Emeritierung 2011 hatte er diese Leitung kontinuierlich inne.
In dieser Zeit baute die Herz-, Lungenchirurgie und die Chirurgie der herznahen Gefäße aus. Zu einem besonderen Schwerpunkt entwickelte er die komplexe Herzchirurgie im Säuglings-, Kleinkind- und Erwachsenen-Alter, führte die Transplantationschirurgie der thorakalen Organe ein und realisierte die Implantation künstlicher Herzen und mechanischer Unterstützungssysteme. Zu einem Schwerpunkt besonderer Expertise entwickelte sich durch seine Triebkraft die chirurgische Behandlung der Herztumoren. Unter seiner Leitung wurden circa 60.000 Eingriffe im gesamten Fachgebiet durchgeführt.
Er trat als Autor und Koautor von über 1000 wissenschaftlichen Veröffentlichungen hervor, war Mitherausgeber von mehreren Zeitschriften und Mitglied herzmedizinischer Fachgesellschaften. In seiner Zeit wurde die Münsteraner Herzklinik von der Deutschen Forschungsgemeinschaft unterstützt. Bedeutende Resultate wurden dabei durch  wissenschaftliche Preise ausgezeichnet wurden. Diese Forschungsaktivitäten führten darüber hinaus zu  130 Dissertation und 25 Habilitationen. Persönlich bildete er 28 Nachwuchschirurgen zu Fachärzten für die Herzchirurgie und die herzchirurgische Intensivmedizin aus.
2003 wurde Scheld zum Präsidenten der deutschen Herzchirurgen gewählt, ein Amt, das er bis 2005 innehatte.
Nach seiner Emeritierung  2011 wurde er Senior-Professor der Westfälischen Wilhelms-Universität Münster.
2016 erfolgte die Ernennung zum Ehrenmitglied der Deutschen Gesellschaft für Thorax-, Herz- und Gefässchirurgie.

### Werke
- Erinnerungen oder iucundi acti labores, Biografie, tredition, Hamburg, 2020, ISBN 978-3-7497-7479-1

#### Sachbücher im Autorenverbund
- Perioperative Betreuung in der Erwachsenen Herzchirurgie, Pabst Verlag Lengerich, Berlin, 1994, ISBN 3-928057-49-9
- Das demaskierte Herz Pabst Verlag Lengerich, Berlin, 1995, ISBN 3-928057-55-3
- Leitfaden Herztransplantation, Steinkopff Verlag, Darmstadt, 1997, ISBN 3-7985-1068-7
- Herztransplantation in Deutschland, Steinkopff Verlag, Darmstadt, 2003, ISBN 3-7985-1390-2
- Festschrift Hans H. Scheld, Hrsg. O. Schober u. a., Herzchirurgie in Münster 1989–2011, Schüling Verlag, Münster, ISBN 978-3-86523-197-0

#### Sonstige Veröffentlichungen
- GAZ 11. August 1988, Nr. 185, Seite 17, (Spektakuläre Leistung in Uni-Klinik: Einem Säugling ein neues Herz eingepflanzt, Feez I)
- WN 31. Oktober 2011, Die Herzchirurgie erzieht zur Demut
- Herz-Journal Herzzentrum Münster 2011, Nr. 32, Seite 4, (Abschied nach über 22 Jahren, ukm/dre)
- GAZ 08. Juni 2018, Nr. 130, Seite 31, (Pioniere der Kinderherz-Chirurgie, Docter FO)
- 20 Jahre Herz-Thoraxchirurgie Universitätsklinikum Münster – 1989 bis 2009